# Харикејн (Западна Вирџинија)
Харикејн (енгл. Hurricane) град је у америчкој савезној држави Западна Вирџинија.

## Демографија
По попису из 2010. године број становника је 6.284, што је 1.062 (20,3%) становника више него 2000. године.
| Група             | 2000.         | 2010.         |
| Белци             | 5.103 (97,7%) | 6.029 (95,9%) |
| Афроамериканци    | 35 (0,7%)     | 64 (1,0%)     |
| Азијати           | 20 (0,4%)     | 41 (0,7%)     |
| Хиспаноамериканци | 28 (0,5%)     | 59 (0,9%)     |
| Укупно            | 5.222         | 6.284         |